# Le Vast
Ne doit pas être confondu avec Le Wast.
Le Vast est une commune française, située dans le département de la Manche en région Normandie, peuplée de 325 habitants.

## Géographie

### Localisation
Le Vast est située, dans la vallée de la Saire, au croisement des routes Barfleur-Cherbourg-Saint-Vaast-la-Hougue.
Les communes limitrophes sont Brillevast, Canteloup, La Pernelle, Teurthéville-Bocage, Valcanville et Le Vicel.

### Géologie et relief
Pour un article plus général, voir Val de Saire : Géologie.
Les spilites du Vast sont rapportées au Briovérien inférieur.
Sa superficie est de 1 304 hectares.

### Hydrographie
La commune est située dans le bassin Seine-Normandie. Elle est drainée par la Saire, le ruisseau Querbot, un bras de la Saire, le cours d'eau 01 de la Piletterie, le cours d'eau 01 du Camp de César, le cours d'eau 01 du Hameau Bellot, le cours d'eau 08 de la Butte, le ruisseau d'Escarbosville, la Saire et divers autres petits cours d'eau,.
La Saire, d'une longueur de 31 km, prend sa source dans la commune du Mesnil-au-Val et se jette dans la baie de Seine à Saint-Vaast-la-Hougue, après avoir traversé douze communes.

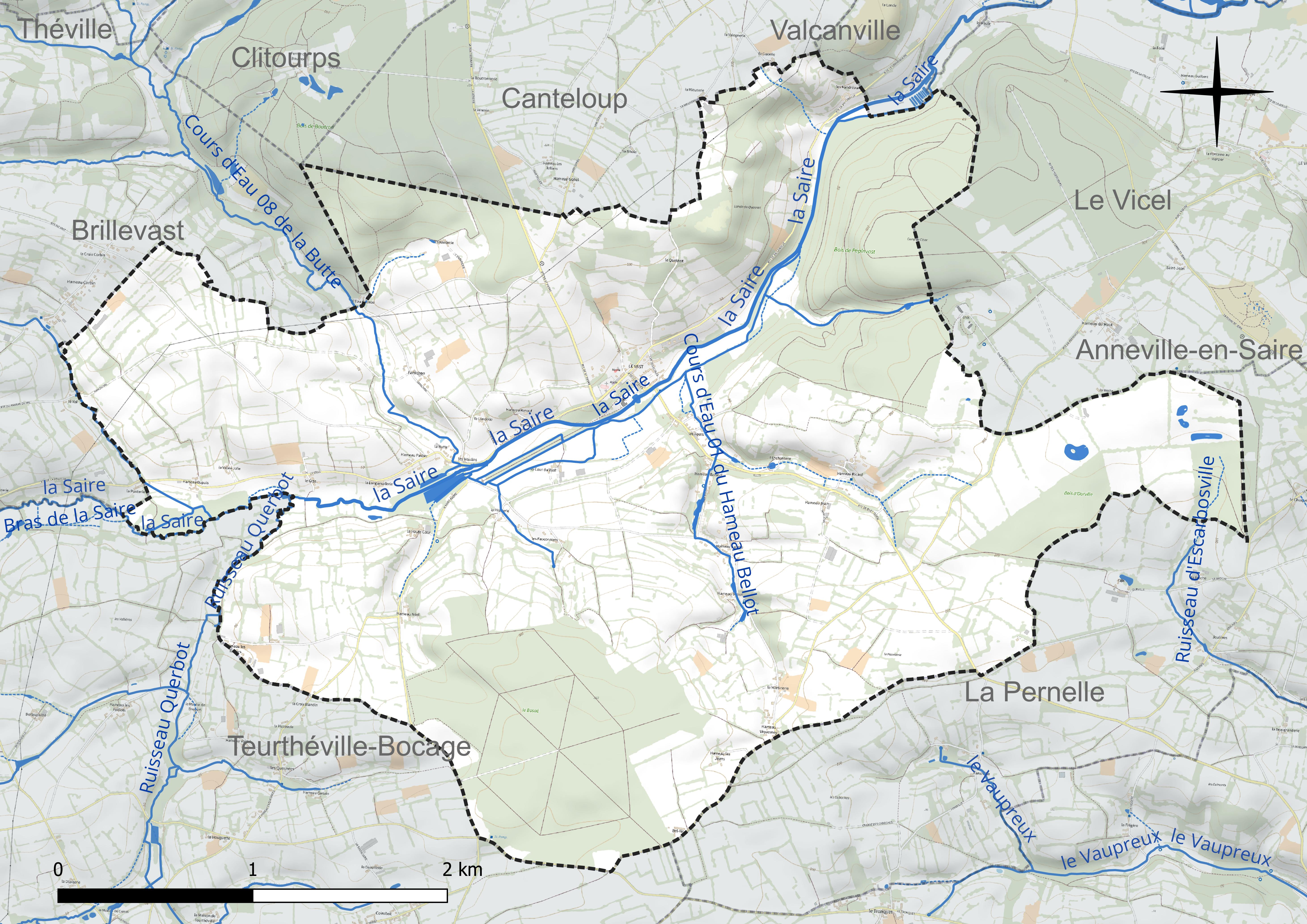
Réseau hydrographique du Vast.

Un plan d'eau complète le réseau hydrographique : le plan d'eau de la commune du Vast (1,3 ha),.

### Climat
Pour des articles plus généraux, voir Climat de la Normandie et Climat de la Manche.
En 2010, le climat de la commune est de type climat océanique franc, selon une étude du CNRS s'appuyant sur une série de données couvrant la période 1971-2000. En 2020, Météo-France publie une typologie des climats de la France métropolitaine dans laquelle la commune est exposée à un climat océanique et est dans la région climatique  Normandie (Cotentin, Orne), caractérisée par une pluviométrie relativement élevée (850 mm/a) et un été frais (15,5 °C) et venté. Parallèlement le GIEC normand, un groupe régional d’experts sur le climat, différencie quant à lui, dans une étude de 2020, trois grands types de climats pour la région Normandie, nuancés à une échelle plus fine par les facteurs géographiques locaux. La commune est, selon ce zonage, exposée à un « climat maritime », correspondant au Cotentin et à l'ouest du département de la Manche, frais, humide et pluvieux, où les contrastes pluviométrique et thermique sont parfois très prononcés en quelques kilomètres quand le relief est marqué.
Pour la période 1971-2000, la température annuelle moyenne est de 10,8 °C, avec une amplitude thermique annuelle de 11 °C. Le cumul annuel moyen de précipitations est de 988 mm, avec 14,4 jours de précipitations en janvier et 7,4 jours en juillet. Pour la période 1991-2020, la température moyenne annuelle observée sur la station météorologique la plus proche, située sur la commune de Gonneville-Le Theil à 8 km à vol d'oiseau, est de 11,0 °C et le cumul annuel moyen de précipitations est de 940,4 mm,. Pour l'avenir, les paramètres climatiques de la commune estimés pour 2050 selon différents scénarios d’émission de gaz à effet de serre sont consultables sur un site dédié publié par Météo-France en novembre 2022.

### Milieux naturels et biodiversité
- Bois de Pépinvast.
- Bois du Bosnet.
- Bois de Boutron.

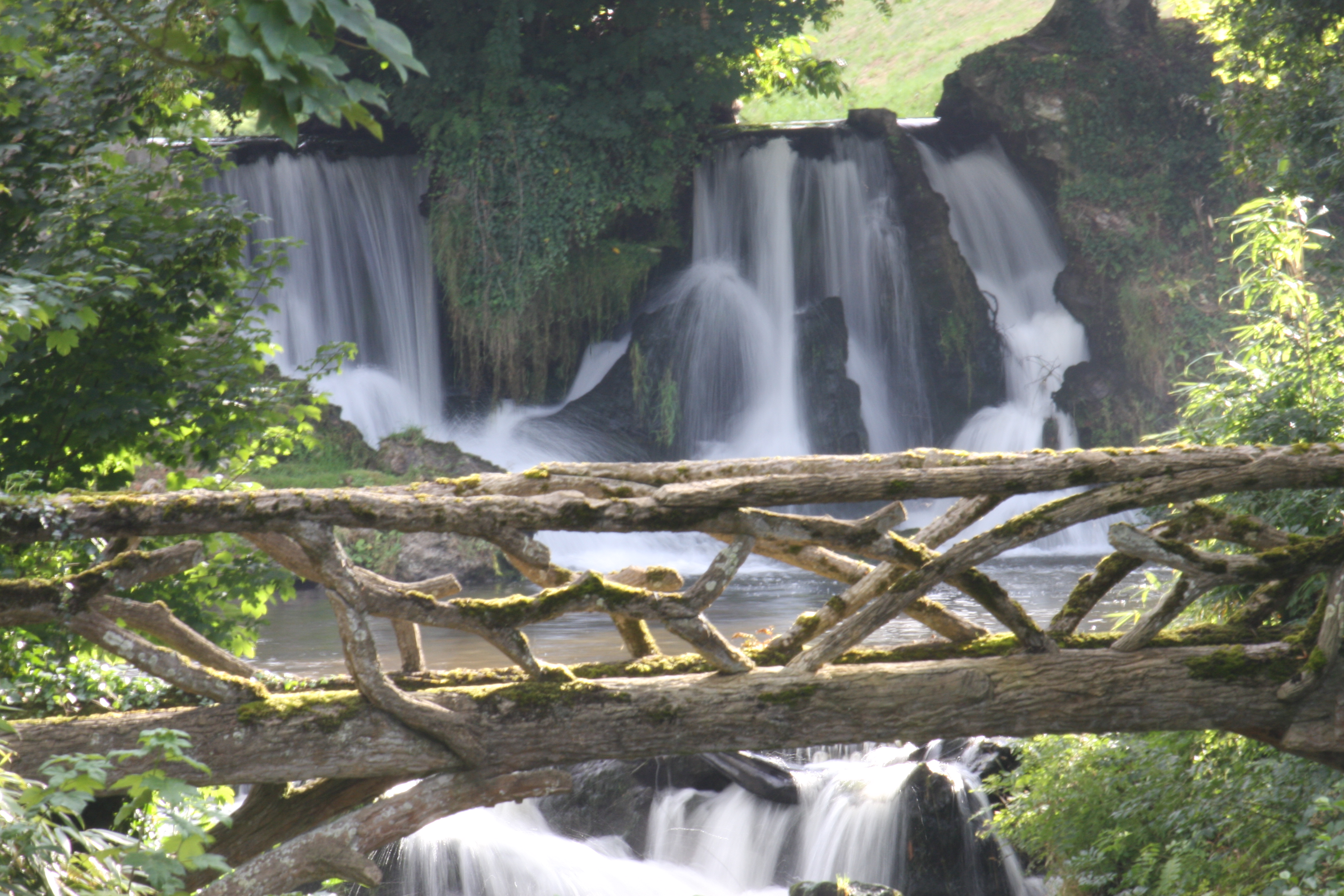
La cascade sur la Saire

- Cascade sur la Saire, dernier souvenir des chutes d'eau de la filature.

## Urbanisme

### Typologie
Au 1er janvier 2024, Le Vast est catégorisée commune rurale à habitat dispersé, selon la nouvelle grille communale de densité à sept niveaux définie par l'Insee en 2022.
Elle est située hors unité urbaine.
Par ailleurs la commune fait partie de l'aire d'attraction de Cherbourg-en-Cotentin, dont elle est une commune de la couronne,. Cette aire, qui regroupe 77 communes, est catégorisée dans les aires de 50 000 à moins de 200 000 habitants,.

### Occupation des sols
L'occupation des sols de la commune, telle qu'elle ressort de la base de données européenne d’occupation biophysique des sols Corine Land Cover (CLC), est marquée par l'importance des territoires agricoles (73,6 % en 2018), une proportion sensiblement équivalente à celle de 1990 (72,9 %).
La répartition détaillée en 2018 est la suivante : prairies (43,5 %), terres arables (27,1 %), forêts (25,4 %), zones agricoles hétérogènes (3,1 %), milieux à végétation arbustive et/ou herbacée (1 %).

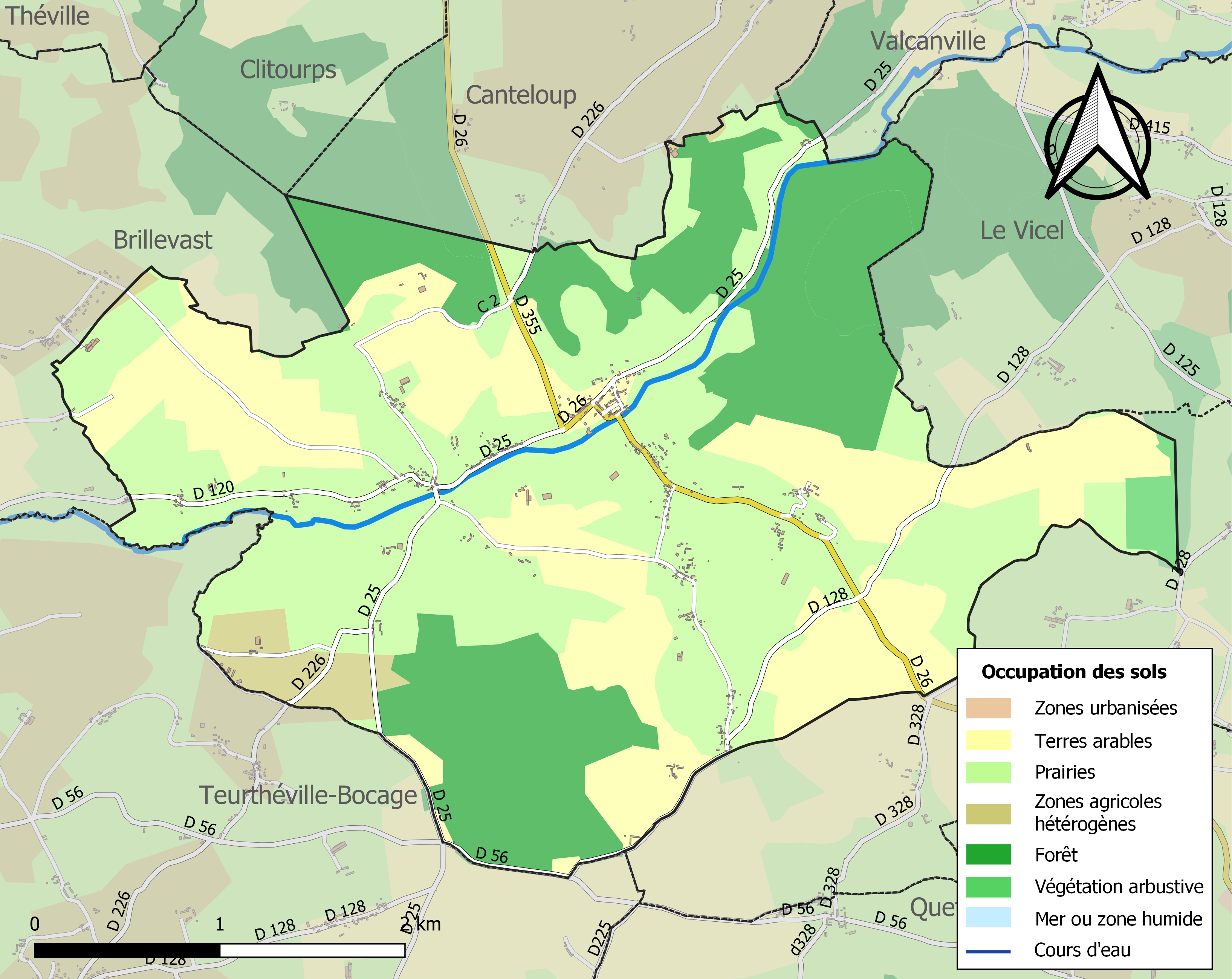
Carte des infrastructures et de l'occupation des sols de la commune en 2018 (CLC).

L'évolution de l’occupation des sols de la commune et de ses infrastructures peut être observée sur les différentes représentations cartographiques du territoire : la carte de Cassini (XVIIIe siècle), la carte d'état-major (1820-1866) et les cartes ou photos aériennes de l'IGN pour la période actuelle (1950 à aujourd'hui).

## Toponymie
Le nom de la localité est attesté sous les formes latinisées de Wasto (sans date, cartulaire de Montebourg), Wastum vers 1180 et en français latinisé de Gasto vers 1280.
Vast est un terme dialectal caractéristique du normand septentrional, issu du gallo-roman *WASTU « terre dévastée, inculte », mais pas nécessairement déserte. Il est issu du latin vastus (cf. vaste et dévaster), croisé avec le germanique wōst- « terre dévastée, inculte » — voir allemand Wüste (« désert ») et anglais waste (« déchets ») —. Le passage de [w] à [v] s'est effectué vers le XIIe siècle en normand septentrional (voir ligne Joret). En revanche, en normand du Sud et en français central, le W- germanique a évolué en G(U)- de manière plus précoce, d'où « gâter », verbe basé sur le même radical gallo-roman *WASTU, et qui signifiait à l'origine « ravager, dévaster. ».
Aussi gast se retrouve-t-il dans Saint-Denis-le-Gast. Le Vast est la seule commune de France à porter ce nom. Cependant, la commune de Fontaine-le-Bourg (Seine-Maritime) était jadis désignée sous le nom de Sainte-Marie du Wast et il existe plusieurs lieux-dits le Vast. Il entre en outre dans la composition de plusieurs toponymes comme Hardinvast, Martinvast, Sottevast, Tollevast, Brillevast et Pépinvast (ainsi que le hameau de Veraval ou Ver-à-Val en Seine-Maritime, autrefois désigné sous la forme Warelwast). Ces communes du département de la Manche proches les unes des autres faisaient autrefois partie de la forêt de Brix qui s'étendait jusqu'à Quettehou. Le Vast comprend 332 hectares de bois.

## Histoire

### Protohistoire
En 1850, en défrichant une petite partie du bois de Boutron sur la route de Canteloup, on mit au jour 26 haches de bronze, elles furent vendues pour 14 sous la livre à un fondeur de Cherbourg, attestant de l'occupation ancienne du site.

### Antiquité
Le village était sur le passage de la voie romaine reliant Alauna à Barfleur. Beaucoup de traces d´anciennes habitations, une grande quantité de briques, de meules et de médailles surtout à la hauteur du moulin du Houx et à l´entrée de Valcanville y ont été découvertes. Sur les rives de la Saire fut découvert des vestiges ensevelis de fermes gallo-romaines, ainsi que des fragments de pavages, des meules, des médailles et sur la colline nord, des tombelles.

### Moyen Âge
Avant le XIIIe siècle, Le Vast était un plein fief de haubert avec des extensions sur Valcanville, Cantelou, Brillevast, Teurthéville, Cosqueville, Le Vicel, Gonneville, Anneville et Montfarville, qui relevait de la baronnie de Langle à Néhou. Il fut divisé en deux probablement au XIIIe siècle entre deux héritières et dont la seconde partie prit le nom de fief de La Motte Le Vast, et la première Le Vast tenue par les Vierville.
En 1417, au cours de la guerre de Cent Ans, alors que les Anglais se sont rendu maîtres de la Normandie, Philippe de Vierville, seigneur du Vast, abandonne son château, ne pouvant le défendre, et rejoint le roi de France, et voit ses biens confisqués.

### Temps modernes
En 1567, Guillaume de Vierville, écuyer, sieur du Vast, est taxé pour ce fief de 16 livres dans le rôle des nobles et roturiers, au titre du ban et de l'arrière ban de la vicomté de Coutances, réalisé par Gilles Dancel, seigneur d'Audouville, lieutenant général du bailli de Cotentin, tenu à Coutances les 20-22 octobre. Dans le même rôle, Ollivier de Thère, écuyer, sieur du Breuil à Notre-Dame-d'Allonne et de la Motte du Vaast, est taxé pour ces fiefs de 9 livres. Le fief de la Motte du Vaast au Vast, qui valait un demi-fief de haubert, était tenu du fief du Vast en parage, et, Guy d'Aigremont, écuyer, sieur de Commandal, est taxé pour ce fief de 60 solz. Le fief de Commandal au Vast, qui valait un huitième de fief de haubert et relevait du domaine d'Alençon en Cotentin, avait des extensions sur Teurthéville, La Pernelle, Réville et Barfleur.

### Époque contemporaine

#### La filature du Vast
C'est vers 1795, que Philippe Fontenilliat, négociant à Rouen, achète sur la commune une terre traversée par la Saire, sur laquelle existaient quatre anciens moulins, pour y implanter une filature de coton et un domaine qu'il créée à partir de 1803, et qui emploie en 1841, 350 ouvriers, et en 1858 600 ouvriers, et produit alors 1 500 livres de coton filé par jour. Sa création entraîne un accroissement de population, la commune passant de 841 habitants en 1801 à 1 706 en 1831, et ont construit de petites maisons sur les bords de la Saire afin d'y loger les ouvriers qui affluent. L'exploitation de la filature reste dans la famille après la mort de son fondateur en 1827, et passe à son fils Édouard (1792-1869) qui s'associera avec son beau-frère Louis-Hippolyte Rangeard de La Germonière (1807-1887). En 1858, Louis-Hyppolyte, le mari de la petite-fille de l'industriel, reste seul à la tête de l'usine qui cessera son activité en 1886 à cause de la crise cotonnière. Après sa démolition en 1891, on édifie à sa place le château actuel et la chute d'eau de l'usine est transformée en cascade par la maison Combaz,,.

## Politique et administration

### Découpage territorial
Le Vast fait partie du canton de Saint-Pierre-Église depuis 1800. De 1790 à 1800, il faisait partie du canton de Quettehou, dont Jean Le Petit était président administratif.

### Liste des maires

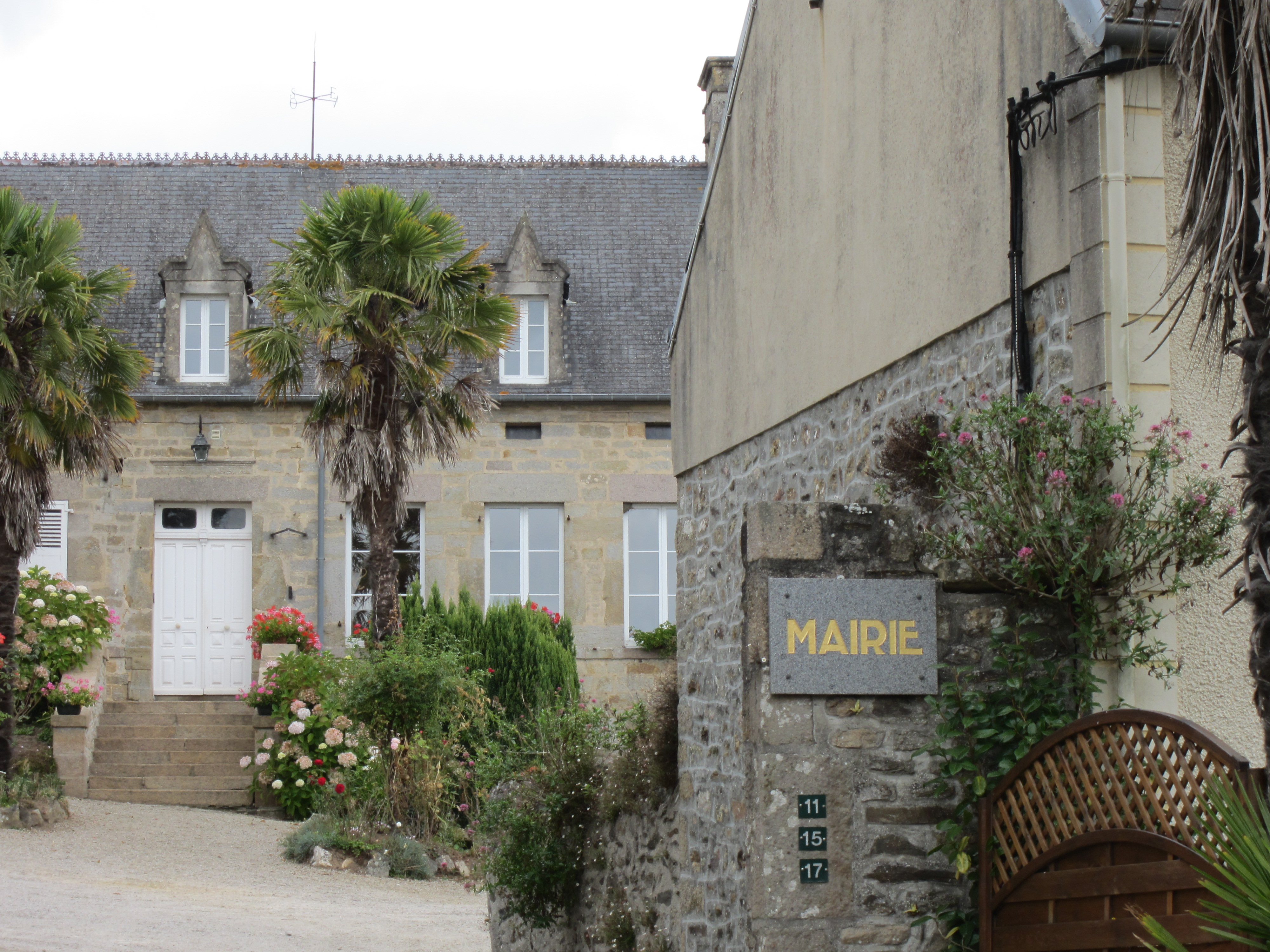
La mairie.

| Période                                  | Période   | Identité                                  | Étiquette    | Qualité         |
| ---------------------------------------- | --------- | ----------------------------------------- | ------------ | --------------- |
| 1792                                     | 1795      | Lainé                                     |              |                 |
| 1795                                     | 1798      | Marc Lefauconnier                         |              |                 |
| 1798                                     | 1800      | Pierre Ollonde                            |              | Agent municipal |
| 1800                                     | 1817      | Marc Lefauconnier                         |              |                 |
| 1817                                     | 1832      | Philippe Fontenilliat                     |              | Filateur        |
| 1832                                     | 1848      | Bessin                                    |              |                 |
| 1848                                     | 1870      | Édouard Fontenilliat                      |              | Filateur        |
| 1870                                     | 1887      | Louis-Hippolyte Rangeard de La Germonière | Centre droit | Filateur        |
| 1887                                     | 1888      | Fichet                                    |              |                 |
| 1888                                     | 1901      | Raoul Rangeard de La Germonière           | Centre droit | Filateur        |
| 1902                                     | 1904      | Bon Marin Simon                           |              |                 |
| 1904                                     | 1920      | Jean Bertin                               |              |                 |
| 1920                                     | 1920      | Edmond Letellier                          |              | Agriculteur     |
| 1920                                     | 1977      | Alexandre Thin                            |              | Agriculteur     |
| 1977                                     | 1995      | Yves Fichet                               |              | Agriculteur     |
| 1995                                     | mars 2014 | Jean-Marie Lefauconnier                   | SE           | Agriculteur     |
| mars 2014                                | 2020      | Jacqueline Giot-Lepoittevin               | SE           | Cadre           |
| 2020                                     | En cours  | Luc Solier                                |              |                 |
| Les données manquantes sont à compléter. |           |                                           |              |                 |

## Population et société

### Démographie
L'évolution du nombre d'habitants est connue à travers les recensements de la population effectués dans la commune depuis 1793. Pour les communes de moins de 10 000 habitants, une enquête de recensement portant sur toute la population est réalisée tous les cinq ans, les populations de référence des années intermédiaires étant quant à elles estimées par interpolation ou extrapolation. Pour la commune, le premier recensement exhaustif entrant dans le cadre du nouveau dispositif a été réalisé en 2008.
En 2022, la commune comptait 325 habitants, en évolution de +1,56 % par rapport à 2016 (Manche : −0,31 %, France hors Mayotte : +2,11 %).
Le nombre de feux était de 143 en 1706. Il était de 134 en 1722 de même qu´en 1765. La population s´élevait à 1 706 habitants en 1831, mais cette population baisse, elle est de 1 503 habitants vingt ans après. En 1861, elle est de 1 316 habitants et elle diminue toujours. En 1871 elle est de 1 205 habitants, puis de 842 en 1889.
| 1793 | 1800 | 1806  | 1821  | 1831  | 1836  | 1841  | 1846  | 1851  |
| ---- | ---- | ----- | ----- | ----- | ----- | ----- | ----- | ----- |
| 877  | 846  | 1 107 | 2 424 | 1 706 | 1 659 | 1 531 | 1 540 | 1 503 |

| 1856  | 1861  | 1866  | 1872  | 1876  | 1881  | 1886 | 1891 | 1896 |
| ----- | ----- | ----- | ----- | ----- | ----- | ---- | ---- | ---- |
| 1 444 | 1 317 | 1 205 | 1 251 | 1 361 | 1 120 | 842  | 820  | 782  |

| 1901 | 1906 | 1911 | 1921 | 1926 | 1931 | 1936 | 1946 | 1954 |
| ---- | ---- | ---- | ---- | ---- | ---- | ---- | ---- | ---- |
| 730  | 683  | 652  | 538  | 520  | 507  | 522  | 483  | 456  |

| 1962 | 1968 | 1975 | 1982 | 1990 | 1999 | 2006 | 2008 | 2013 |
| ---- | ---- | ---- | ---- | ---- | ---- | ---- | ---- | ---- |
| 411  | 382  | 313  | 331  | 294  | 298  | 291  | 289  | 318  |

| 2018 | 2022 | - | - | - | - | - | - | - |
| ---- | ---- | - | - | - | - | - | - | - |
| 328  | 325  | - | - | - | - | - | - | - |

### Sports et loisirs
- Sentier de grande randonnée (tour du Val de Saire).
- Promenade au bord de la Saire.

## Économie
- Brioche du Vast, spécialité locale[45].

## Culture locale et patrimoine

### Lieux et monuments

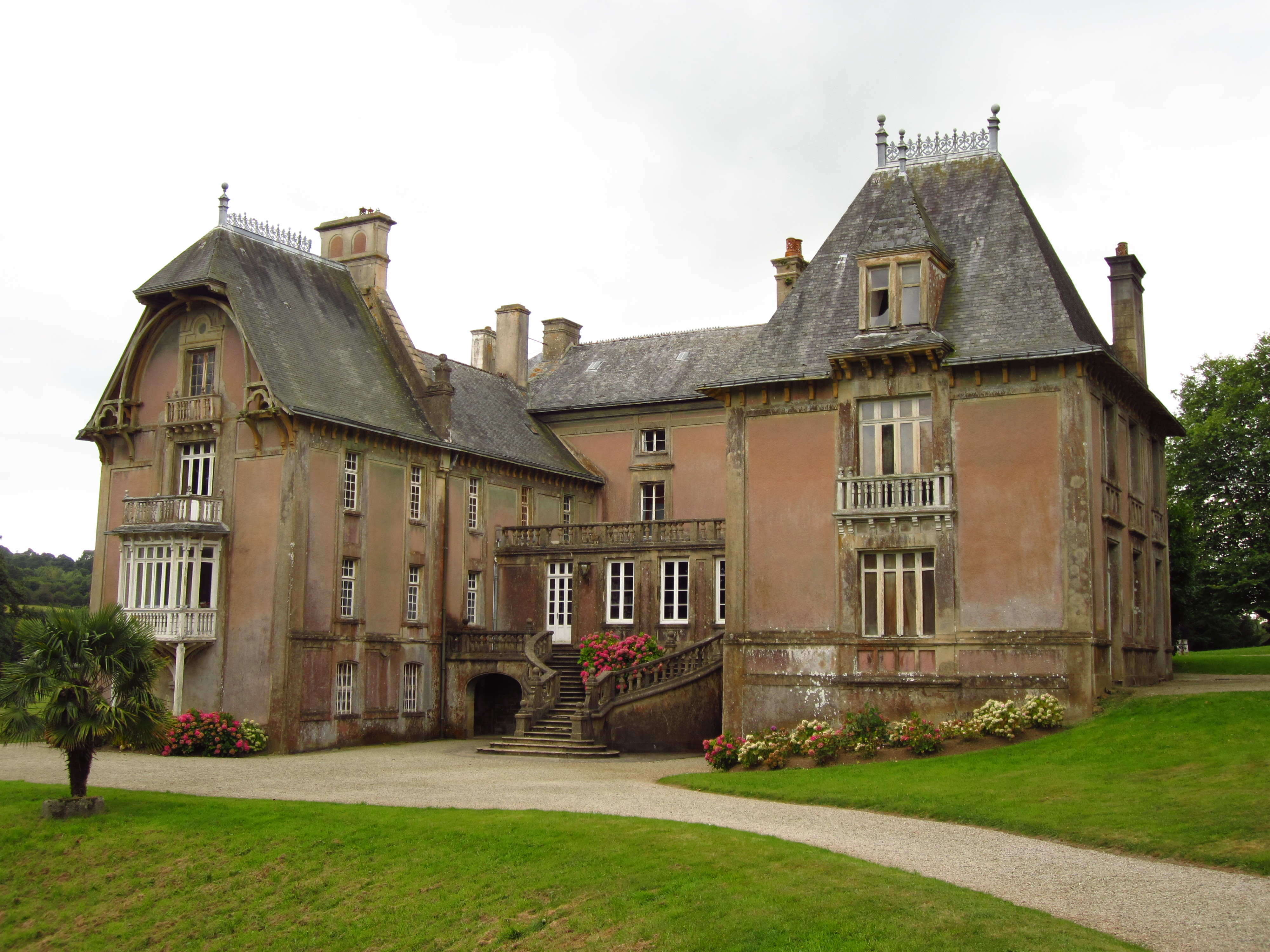
Le château de la Germonière.

- Église Notre-Dame-de-l'Assomption du Vast des XIIIe, XIVe et XIXe siècles avec un chœur de la fin du XIVe siècle. L'édifice a été refait au XIXe siècle dans le style XIIIe. l'église abrite une verrière du XVe siècle et un orgue du XIXe siècle classés au titre objet aux monuments historiques[46], ainsi que des fonts baptismaux du XVIe, une Vierge à l'Enfant du XVIIIe, une statue de saint Sulpice du XVIIIe, un tableau Vierge à l'Enfant du XIXe, l'Annonciation du XIXe[47]. Sur la clef de voûte du chœur, blason des Suhart : de gueules à la croix fleurdelisée d'argent. À la fin du XIVe ou au début du XVe siècle, les seigneurs et patrons du Vast font construire le chœur de l'église et offrent le vitrail du chevet. Au bas de ce dernier sont figurés, agenouillés, Roger Suhart, seigneur du Vast, sa femme Lucette de Canouville qu'il avait épousé en octobre 1383 et qui avait pour blason : de gueules à trois molettes d'or, et leurs enfants : Margueritte, Roger, futur seigneur du Vast, Richard, Robert, futur curé du Vast[48].
- Château de la Germonière du XIXe siècle et son parc ouvert au public inscrit au titre des monuments historiques par arrêté du 28 mars 2008[49]. Le château est construit en 1803 par Philippe Fontenilliat et réaménagé par Raoul de La Germonière après la fermeture et la destruction de l'usine.
- Ferme de la Vallée Jolie.
- Anciens moulins et lavoir.
- Jardin remarquable de la Chenevière (2,4 ha).

### Patrimoine culturel
Son relief accidenté, sa rivière, ses cascades, ses bois et ses maisons en font un village pittoresque. Ainsi, de nombreux peintres y ont posé leur chevalet comme Maurice Pigeon (La Maison fleurie du Vast, La vieille femme près de l'âtre, Les lavoirs près du Vast), Jac Lem (Les Cascades), Robert Leboucher (Les Rues). En 1979, Roman Polanski y a tourné quelques scènes de Tess sur la route de la Pergée. Dans Un Cœur virginal, Rémi de Gourmont écrit : « Le Vast qui semble tout moderne, plaît par la fraîcheur du site, les cascades où s'amuse la Saire ». 

### Personnalités liées à la commune
- Michel Le Tellier (Le Vast, 1643 - 1719), jésuite, dernier confesseur du roi Louis XIV dont il reçut l'ultime confession le 24 août 1715.
- Philippe-François Fontenilliat (1760 - Le Vast, 1827), créateur de la filature de coton du Vast, maire de la commune.
- Louis-Hippolyte Rangeard de La Germonière (1807-1887), homme politique, filateur au Vast.
- Remy de Gourmont (1858-1915), écrivain séduit par le village[50].
- Maurice Rivière (1859 - Le Vast, 1930), archevêque d'Aix-en-Provence.
- Jac Lem (Joseph Lemonnier) (Le Vast, 1914 - 1995), peintre.
- Alphonse Gohard (1902-1957), curé, résistant pendant la Seconde Guerre mondiale.
- Pierre Vastel, ouvrier à la filature du Vast, poète, auteur de deux recueils publiés en 1835 et 1837.
- Lucien Lepoittevin (1932-2010), professeur d´histoire de l´architecture, dessinateur et peintre, spécialiste de Jean-François Millet.